# Pavinskij rajon
Il Pavinskij rajon (in russo Павинский район?) è un rajon dell'Oblast' di Kostroma, nella Russia europea; il capoluogo è Pavino. Ricopre una superficie di 1.600 chilometri quadrati e nel 2010 ospitava una popolazione di circa 5.500 abitanti.